# 伊内德
伊内德（英語：Merhotepre Ini），埃及第十三王朝国王。人们曾经认为他的金字塔中的小金字塔建于萨卡拉，但于尼罗河三角洲地区被发现。